# Vice Versa (1988)
Vice Versa é uma comédia estadunidense de 1988, dirigido por Brian Gilbert e estrelado por Judge Reinhold e Fred Savage. É a quarta adaptação cinematográfica romance de mesmo nome, escrito por F. Anstey em 1882.

## Elenco
- Judge Reinhold - Marshall Seymour / Charlie Seymour
- Fred Savage - Charlie Seymour / Marshall Seymour
- Corinne Bohrer - Sam
- Swoosie Kurtz - Lillian Brookmeyer / Turk
- David Proval - Turk / Lillian Brookmeyer
- Jane Kaczmarek - Robyn Seymour
- William Prince - Stratford Avery
- Gloria Gifford - Marcie
- Beverly Archer - Jane Luttrell
- Harry Murphy - Larry
- Kevin O'Rourke - Brad
- Richard Kind - Floyd
- Chip Lucia - Cliff
- Elya Baskin - Professor Kerschner
- James Hong - Kwo
- Ajay Naidu - Dale Ferriera
- Jane Lynch - Ms. Lindstrom
- Jason Late - Erie
- P.J. Brown - Treinador de hóquei
- Steve Assad - Garçom
- Bernie Landis - Papai Noel